# Emil Brunner

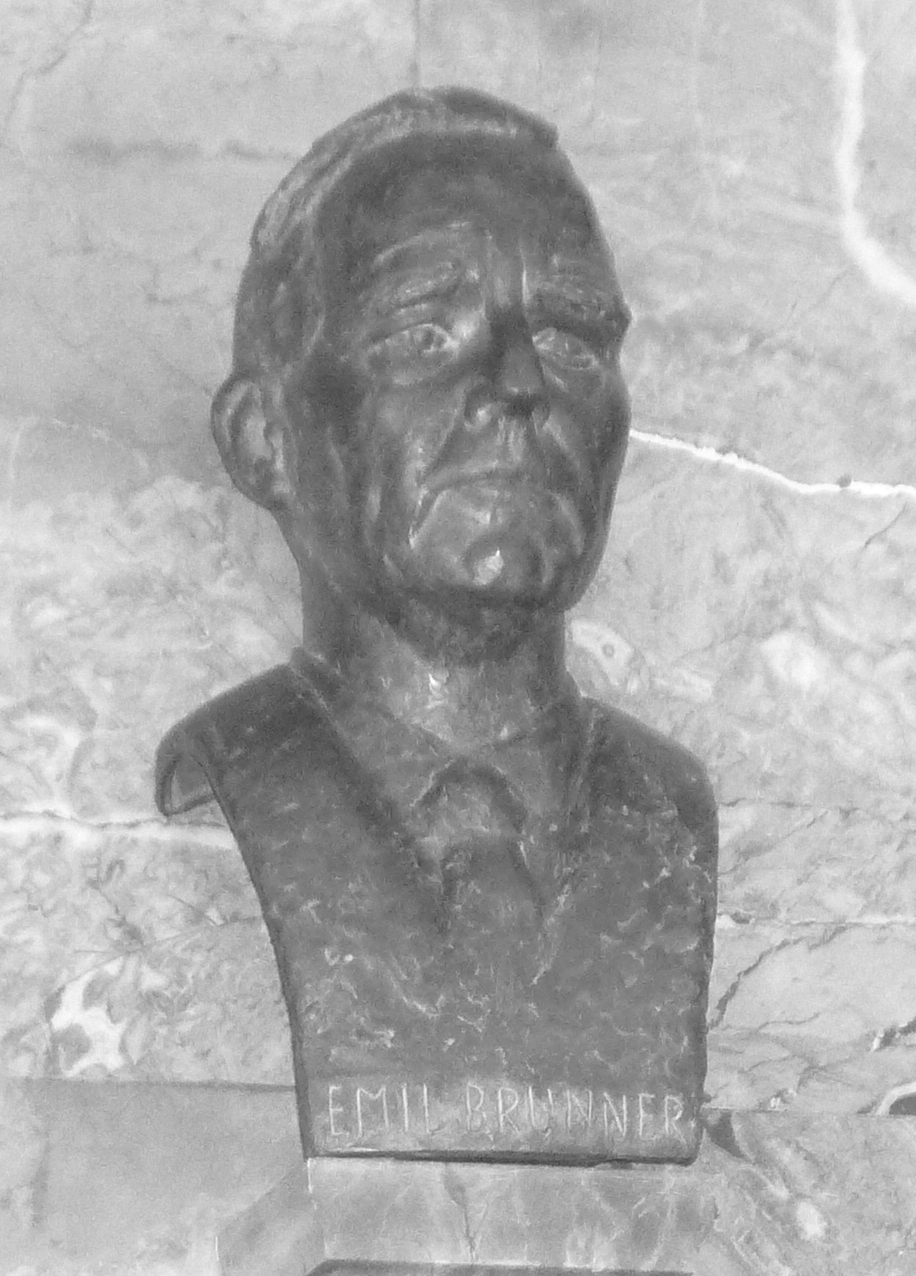

Heinrich Emil Brunner (Winterthur, Suíça, 23 de dezembro de 1889 — Zurique, Suíça, 6 de abril de 1966) foi um importante teólogo calvinista suíço. Juntamente com Karl Barth, ele é comumente associado à neo-ortodoxia ou ao movimento da teologia dialética.

## Biografia
Emil Brunner nasceu em Winterthur, perto de Zurique, Suíça .
Estudou nas universidades de Zurique e Berlim , recebendo seu doutorado em teologia a partir de Zurique em 1913, com uma dissertação sobre O elemento simbólico no conhecimento religioso. Brunner serviu como pastor 1916-1924 na aldeia de montanha de Obstalden, Cantão de Glarus, Suíça. Em 1919-1920, ele passou um ano nos Estados Unidos estudando no Seminário Teológico Union , em Nova Iorque .
Em 1921, Brunner publicou seu Habilitationsschrift (uma dissertação de pós-doutorado tradicionalmente exigido em muitos países, a fim de atingir a posição de um professor totalmente titular) na experiência, conhecimento e fé e em 1922 foi nomeado um Privatdozent na Universidade de Zurique. Logo depois, um outro livro seguido: Misticismo e a Palavra (1924), uma crítica da teologia liberal de Friedrich Schleiermacher . Em 1924 Brunner foi nomeado professor de Teologia Sistemática e Prática na Universidade de Zurique, um posto que ocupou até sua aposentadoria em 1953. Em 1927 ele publicou A Filosofia da Religião do Ponto de Vista da Teologia Protestante e segundo O mediador .
Depois de aceitar vários convites para ministrar palestras em toda a Europa e os Estados Unidos, em 1930 Brunner publicada Deus e Homem e, em 1932 O imperativo divino. Brunner continuou sua produção teológica com Man in Revolt e Verdade como Encounter em 1937. No mesmo ano, ele foi um colaborador substancial para a Conferência Mundial sobre a Igreja, Comunidade e Estado em Oxford , uma posição que se reflectiu no seu envolvimento continuado no movimento ecumênico . Em 1937-1938, ele retornou aos Estados Unidos para um ano como professor visitante em Princeton Theological Seminary .
Posições eclesiásticas de Brunner variou em diferentes pontos de sua carreira. Antes da eclosão da guerra Brunner retornou à Europa com o jovem escocês teólogo Thomas F. Torrance , que havia estudado com Karl Barth em Basileia e que tinha sido ensinar em Auburn Theological Seminary , Nova Iorque (e que seria posteriormente passam a distinguir-se como professor da Universidade de Edimburgo ). Depois da guerra, Brunner entregue o prestigioso Gifford Lectures na Universidade de St Andrews , Escócia em 1946-1947 no cristianismo e da civilização. Em 1953 ele se aposentou de seu cargo na Universidade de Zurique e assumiu uma posição de Professor Visitante na recém fundada International Christian University em Tóquio , Japão (1953-1955), mas não antes da publicação dos dois primeiros volumes de suas três volume de magnum opus Dogmática (volume um: a doutrina cristã de Deus (1946), volume dois: a doutrina cristã da criação e da redenção (1950), e volume três: a Doutrina cristã da Igreja, Fé e Consumação (1960)) . Ao retornar para a Europa do Japão, Brunner sofreu uma hemorragia cerebral e foi prejudicado fisicamente, enfraquecendo a sua capacidade de trabalho. Embora houvesse momentos em que sua condição iria melhorar, ele sofreu mais acidentes vasculares cerebrais, finalmente sucumbir à morte em 1966.
Brunner ocupa um lugar de destaque na teologia protestante no século XX e foi um dos quatro ou cinco systematicians principais.
Brunner rejeitado retrato da teologia liberal de Jesus como meramente um ser humano altamente respeitado. Em vez disso, Brunner insistiu que Jesus era Deus encarnado e central para a salvação.
Alguns afirmam que Brunner também tentou encontrar uma posição intermediária dentro do curso arminiana e calvinista debate, afirmando que Cristo estava entre abordagem soberana de Deus para a humanidade e aceitação humana livre dom da salvação de Deus. No entanto, Brunner era um teólogo protestante da Europa de língua alemã (um património que não estendeu a quase tanto peso sobre a controvérsia calvinista-arminiana como neerlandesa ou teologia de língua Inglês). Assim, pode ser mais preciso para descrever o seu ponto de vista como uma fusão de Luterana e reformadas perspectivas de soteriology ; o sotaque luterana em particular foi dominante na afirmação da Brunner única predestinação defronte tanto a dupla predestinação de Calvino e a insistência liberal na salvação universal , uma visão que ele cobrada Barth com exploração.
Em qualquer caso, Brunner e seus compatriotas no movimento neo-ortodoxo rejeitaram in toto Pelagie conceitos de cooperação humana com Deus no ato de salvação, que foram destaque em outros humanistas concepções do cristianismo no final do século XIX. Em vez disso, eles se abraçaram Augustine vista 's, especialmente como refratada através de Martinho Lutero.
Embora Brunner voltou a sublinhar a centralidade de Cristo, evangélicos e fundamentalistas teólogos, principalmente os da América e Grã-Bretanha, têm geralmente rejeitado outros ensinamentos de Brunner, incluindo a demissão de alguns milagrosos elementos dentro das Escrituras e seu questionamento da utilidade da doutrina da a inspiração da Bíblia . Isso está de acordo com o tratamento que conservadores têm proporcionado os outros em movimento, tais como Barth e Paul Tillich ; a maioria dos conservadores têm visto teologia neo-ortodoxa como simplesmente uma forma mais moderada do liberalismo, rejeitando suas reivindicações como uma expressão legítima da tradição protestante.

## Relacionamento com Karl Barth
Brunner foi considerado o principal proponente da nova teologia muito antes de o nome de Barth era conhecido na América, como seus livros foram traduzidos para o Inglês muito mais cedo. Ele tem sido considerado por muitos para ser o parceiro menor na relação difícil. Brunner uma vez reconheceu que o único gênio teológico do século XX foi Barth.

## Trabalhos selecionados
- O mediador , (1934) The Lutterworth Press, reimpresso Cambridge 2003
- Nossa Fé (1936)
- O Imperativo Divino (1ª edição alemã 1,932; Inglês tradução 1937 e 1941)
- Man in Revolt. Um cristão Antropologia (1ª edição alemã 1937; Tradução Inglês 1939 e 1941)
- Revelação e Razão. A doutrina cristã da fé e do conhecimento , (1ª edição alemã de 1941, tradução Inglês 1946)
- Cristianismo e Civilização (1949) Gifford Lectures proferidas na Universidade de St Andrews , James Clarke & Co, reimpresso Cambridge 2009
- Dogmática. Volume I: A doutrina cristã de Deus , (1949) reimpresso James Clarke & Co, reimpresso Cambridge 2003
- Dogmática. Volume II: A doutrina cristã da Criação e da Redenção , (1952) reimpresso James Clarke & Co, Cambridge 2003
- Dogmática. Volume III: A Doutrina Cristã da Igreja, Fé ea consumação , (1962) reimpresso James Clarke & Co, Cambridge 2003
- A esperança eterna (1954)
- O Grande Convite Zurique Sermões , (1955) The Lutterworth Press, Cambridge 2003
- Eu acredito no Deus vivo. Sermões no Credo dos Apóstolos , (1961) reimpresso O Lutterworth Press, Cambridge 2004
- Justiça e Social Order , The Lutterworth Press, Cambridge 2003
- A Carta aos Romanos , o Lutterworth Press, Cambridge 2003
- O mal-entendido da Igreja , o Lutterworth Press, Cambridge 2003

## Trabalhos selecionados sobre Brunner
- McGrath, Alister E. Emil Brunner: uma reavaliação. West Sussex, UK: Wiley-Blackwell, 2014; ISBN  978-0470670552
- Política e teologia protestante: uma interpretação de Tillich, Barth, Bonhoeffer, e Brunner , René de Visme Williamson (1976), ISBN  0-9711919-0-5
- Emil Brunner , J. Edward Humphrey (1976) ISBN  978-0-87680-453-7
- Jewett, Paul King. Emil Brunner. Chicago: Intervarsity Press, 1961.
- Kegley, Charles W., ed. A Teologia da Emil Brunner. New York: The Macmillan Co. de 1962.